# Dziekanowice (województwo świętokrzyskie)
Dziekanowice – wieś w Polsce położona w województwie świętokrzyskim, w powiecie pińczowskim, w gminie Działoszyce. Leży przy DW768.
| SIMC    | Nazwa    | Rodzaj    |
| ------- | -------- | --------- |
| 0237110 | Łysowiec | część wsi |
| 0237127 | Zamoście | część wsi |

W latach 1954–1972 wieś należała i była siedzibą władz gromady Dziekanowice. W latach 1975–1998 miejscowość administracyjnie należała do województwa kieleckiego.
Z miejscowością była związana działalność braci polskich. Józef Szymański w pracy „Szlakiem braci polskich” wspomina, że wieś w XVI w. była najprawdopodobniej siedzibą braci polskich.